# Carlos Ambrosio de Austria-Este
Carlos Ambrosio de Austria-Este (en alemán: Karl Ambrosius von Österreich-Este, Milán, 2 de noviembre de 1785 - Hungría, 2 de septiembre de 1809) fue Arzobispo de Esztergom. Era el penúltimo hijo del archiduque Fernando Carlos de Austria (hijo de la emperatriz María Teresa I) y de su esposa, la princesa María Beatriz de Este.

## Primeros años

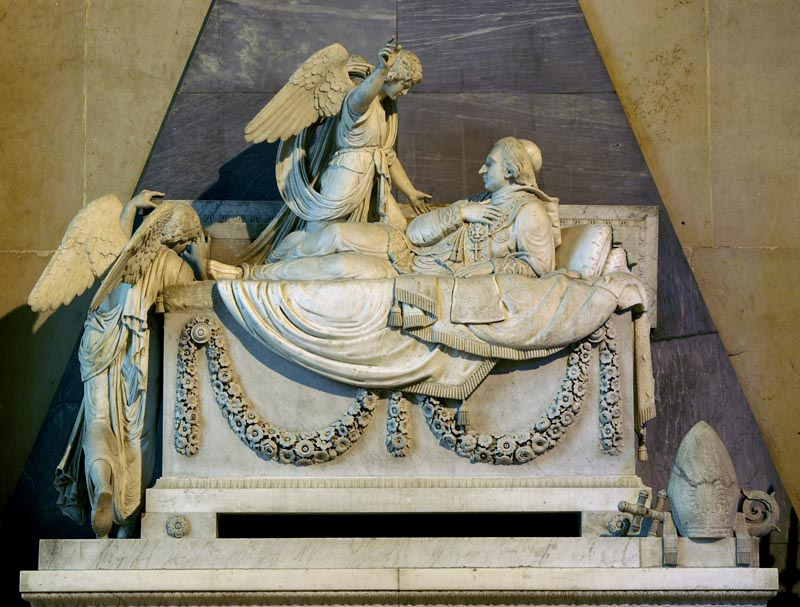
Tumba del Archiduque Carlos Ambrosio de Austria-Este, realizada por el escultor Giuseppe Pisani.

El archiduque Carlos Ambrosio fue el penúltimo y noveno hijo del Fernando Carlos de Austria, gobernante del Ducado de Milán y su esposa, la princesa María Beatriz de Este, heredera del Ducado de Módena y Reggio. Sus padres se casaron en 1771 y juntos formaron la Casa de Austria-Este. Fue nombrado en honor de los obispos Carlos Borromeo y Ambrosio de Milán.
Por vía paterna, era nieto de la famosa emperatriz María Teresa I de Austria y del emperador Francisco I, mientras que por lado materno lo era del duque Hércules III de Este y María Teresa Cybo-Malaspina, duquesa soberana de Massa y Carrara.
Debido a su fragilidad, fue destinado a la vida eclesiástica desde su nacimiento. Cuando tenía unos 15 años de vida y, debido a la proximidad de las tropas de Napoleón Bonaparte en 1800, su padre se vio obligado a huir y su familia se trasladó con su madre a Neukloster. En 1804, la familia se trasladó al Castillo de Szerencs, donde su tío el rey Francisco I de Austria vivía. Allí comenzó a prepararse para el sacerdocio e inició su estudio de húngaro.
Llegó a ser Obispo de Vác en 1806 y fue nombrado Arzobispo de Esztergom por el papa Pío VII; dos años más tarde, se lo nombró Primado de Hungría. El 24 de julio de 1808 fue ordenado obispo. El emperador Francisco I de Austria y su esposa y hermana del nuevo obispo María Beatriz de Austria-Este también estuvieron presentes en la ceremonia. Su lema episcopal era: "Si la honestidad es una falta, entonces yo soy muy culpable de esta falta".
Después de su consagración, entró solemnemente en Esztergom al palacio del Primado en agosto. Su primo el archiduque y Palatino José también estuvo presente en la ceremonia de inauguración celebrada el 17 de agosto. El 7 de septiembre, el nuevo arzobispo coronó a su hermana como Reina de Hungría.

## Corto arzobispado
Su breve actuación estuvo determinada fundamentalmente por la preparación de las guerras napoleónicas, ya que el emperador le encomendó a él y al Palatino José la organización de los preparativos: José fue nombrado comandante en jefe, Carlos Ambrosio asumió la organización y dirección de las obispado de campo. Entre el 25 de febrero y el 23 de abril de 1809, visitó la sede de los 23 condados que le fueron confiados. El Sábado Grande, encabezó personalmente la procesión de Semana Santa en Kassán, donde, según las fuentes, cantó una canción que comienza con "Cristo ha resucitado en este día".

## Muerte
La serie de derrotas militares sufridas por los franceses, y luego la de 1809 tras la derrota de la batalla en Győr el 14 de junio, hizo que el seminario de Nagyszombat, el antiguo convento jesuita, el convento de las hermanas Orsolya y otros edificios de la iglesia se convirtieran en hospital militar. Carlos Ambrosio visitaba regularmente a los heridos contagiándose de fiebre tifoidea, siendo trasladado al hospital de Tata, la infección le provocó la muerte pocos días después. Fue enterrado en la Basílica de Esztergom y su tumba fue hecha por el escultor italiano Giuseppe Pisani en 1826. De haber vivo más tiempo era seguro que sería nombrado cardenal.

## Distinciones honoríficas
- Canciller y Caballero de la Gran Cruz de la Real Orden de San Esteban de Hungría

## Ancestros
|  |                                                   |  |  |  |  |  |  |  |  |  |  |  |  |  |  |  |
|  | 16. Carlos V de Lorena                            |  |  |  |  |  |  |  |  |  |  |  |  |  |  |  |
|  |                                                   |  |  |  |  |  |  |  |  |  |  |  |  |  |  |  |
|  |                                                   |  |  |  |  |  |  |  |  |  |  |  |  |  |  |  |
|  | 8. Leopoldo I de Lorena                           |  |  |  |  |  |  |  |  |  |  |  |  |  |  |  |
|  |                                                   |  |  |  |  |  |  |  |  |  |  |  |  |  |  |  |
|  |                                                   |  |  |  |  |  |  |  |  |  |  |  |  |  |  |  |
|  | 17. Leonor María de Austria                       |  |  |  |  |  |  |  |  |  |  |  |  |  |  |  |
|  |                                                   |  |  |  |  |  |  |  |  |  |  |  |  |  |  |  |
|  |                                                   |  |  |  |  |  |  |  |  |  |  |  |  |  |  |  |
|  | 4. Francisco I del Sacro Imperio Romano Germánico |  |  |  |  |  |  |  |  |  |  |  |  |  |  |  |
|  |                                                   |  |  |  |  |  |  |  |  |  |  |  |  |  |  |  |
|  |                                                   |  |  |  |  |  |  |  |  |  |  |  |  |  |  |  |
|  | 18. Felipe I de Orleans                           |  |  |  |  |  |  |  |  |  |  |  |  |  |  |  |
|  |                                                   |  |  |  |  |  |  |  |  |  |  |  |  |  |  |  |
|  |                                                   |  |  |  |  |  |  |  |  |  |  |  |  |  |  |  |
|  | 9. Isabel Carlota de Borbón-Orleans               |  |  |  |  |  |  |  |  |  |  |  |  |  |  |  |
|  |                                                   |  |  |  |  |  |  |  |  |  |  |  |  |  |  |  |
|  |                                                   |  |  |  |  |  |  |  |  |  |  |  |  |  |  |  |
|  | 19. Isabel Carlota del Palatinado                 |  |  |  |  |  |  |  |  |  |  |  |  |  |  |  |
|  |                                                   |  |  |  |  |  |  |  |  |  |  |  |  |  |  |  |
|  |                                                   |  |  |  |  |  |  |  |  |  |  |  |  |  |  |  |
|  | 2. Fernando Carlos de Austria                     |  |  |  |  |  |  |  |  |  |  |  |  |  |  |  |
|  |                                                   |  |  |  |  |  |  |  |  |  |  |  |  |  |  |  |
|  |                                                   |  |  |  |  |  |  |  |  |  |  |  |  |  |  |  |
|  | 20. Leopoldo I del Sacro Imperio Romano Germánico |  |  |  |  |  |  |  |  |  |  |  |  |  |  |  |
|  |                                                   |  |  |  |  |  |  |  |  |  |  |  |  |  |  |  |
|  |                                                   |  |  |  |  |  |  |  |  |  |  |  |  |  |  |  |
|  | 10. Carlos VI del Sacro Imperio Romano Germánico  |  |  |  |  |  |  |  |  |  |  |  |  |  |  |  |
|  |                                                   |  |  |  |  |  |  |  |  |  |  |  |  |  |  |  |
|  |                                                   |  |  |  |  |  |  |  |  |  |  |  |  |  |  |  |
|  | 21. Leonor Magdalena de Neoburgo                  |  |  |  |  |  |  |  |  |  |  |  |  |  |  |  |
|  |                                                   |  |  |  |  |  |  |  |  |  |  |  |  |  |  |  |
|  |                                                   |  |  |  |  |  |  |  |  |  |  |  |  |  |  |  |
|  | 5. María Teresa I de Austria                      |  |  |  |  |  |  |  |  |  |  |  |  |  |  |  |
|  |                                                   |  |  |  |  |  |  |  |  |  |  |  |  |  |  |  |
|  |                                                   |  |  |  |  |  |  |  |  |  |  |  |  |  |  |  |
|  | 22. Luis Rodolfo de Brunswick-Wolfenbüttel        |  |  |  |  |  |  |  |  |  |  |  |  |  |  |  |
|  |                                                   |  |  |  |  |  |  |  |  |  |  |  |  |  |  |  |
|  |                                                   |  |  |  |  |  |  |  |  |  |  |  |  |  |  |  |
|  | 11. Isabel Cristina de Brunswick-Wolfenbüttel     |  |  |  |  |  |  |  |  |  |  |  |  |  |  |  |
|  |                                                   |  |  |  |  |  |  |  |  |  |  |  |  |  |  |  |
|  |                                                   |  |  |  |  |  |  |  |  |  |  |  |  |  |  |  |
|  | 23. Cristina Luisa de Oettingen-Oettingen         |  |  |  |  |  |  |  |  |  |  |  |  |  |  |  |
|  |                                                   |  |  |  |  |  |  |  |  |  |  |  |  |  |  |  |
|  |                                                   |  |  |  |  |  |  |  |  |  |  |  |  |  |  |  |
|  | 1. Carlos Ambrosio de Austria-Este                |  |  |  |  |  |  |  |  |  |  |  |  |  |  |  |
|  |                                                   |  |  |  |  |  |  |  |  |  |  |  |  |  |  |  |
|  |                                                   |  |  |  |  |  |  |  |  |  |  |  |  |  |  |  |
|  | 24. Reinaldo III de Este                          |  |  |  |  |  |  |  |  |  |  |  |  |  |  |  |
|  |                                                   |  |  |  |  |  |  |  |  |  |  |  |  |  |  |  |
|  |                                                   |  |  |  |  |  |  |  |  |  |  |  |  |  |  |  |
|  | 12. Francisco III de Este                         |  |  |  |  |  |  |  |  |  |  |  |  |  |  |  |
|  |                                                   |  |  |  |  |  |  |  |  |  |  |  |  |  |  |  |
|  |                                                   |  |  |  |  |  |  |  |  |  |  |  |  |  |  |  |
|  | 25. Carlota de Brunswick-Lüneburg                 |  |  |  |  |  |  |  |  |  |  |  |  |  |  |  |
|  |                                                   |  |  |  |  |  |  |  |  |  |  |  |  |  |  |  |
|  |                                                   |  |  |  |  |  |  |  |  |  |  |  |  |  |  |  |
|  | 6. Hércules III de Este                           |  |  |  |  |  |  |  |  |  |  |  |  |  |  |  |
|  |                                                   |  |  |  |  |  |  |  |  |  |  |  |  |  |  |  |
|  |                                                   |  |  |  |  |  |  |  |  |  |  |  |  |  |  |  |
|  | 26. Felipe II de Orleans                          |  |  |  |  |  |  |  |  |  |  |  |  |  |  |  |
|  |                                                   |  |  |  |  |  |  |  |  |  |  |  |  |  |  |  |
|  |                                                   |  |  |  |  |  |  |  |  |  |  |  |  |  |  |  |
|  | 13. Carlota Aglaé de Orleans                      |  |  |  |  |  |  |  |  |  |  |  |  |  |  |  |
|  |                                                   |  |  |  |  |  |  |  |  |  |  |  |  |  |  |  |
|  |                                                   |  |  |  |  |  |  |  |  |  |  |  |  |  |  |  |
|  | 27. Francisca María de Borbón                     |  |  |  |  |  |  |  |  |  |  |  |  |  |  |  |
|  |                                                   |  |  |  |  |  |  |  |  |  |  |  |  |  |  |  |
|  |                                                   |  |  |  |  |  |  |  |  |  |  |  |  |  |  |  |
|  | 3. María Beatriz de Este                          |  |  |  |  |  |  |  |  |  |  |  |  |  |  |  |
|  |                                                   |  |  |  |  |  |  |  |  |  |  |  |  |  |  |  |
|  |                                                   |  |  |  |  |  |  |  |  |  |  |  |  |  |  |  |
|  | 28. Carlos II Cybo-Malaspina                      |  |  |  |  |  |  |  |  |  |  |  |  |  |  |  |
|  |                                                   |  |  |  |  |  |  |  |  |  |  |  |  |  |  |  |
|  |                                                   |  |  |  |  |  |  |  |  |  |  |  |  |  |  |  |
|  | 14. Alderano I Cybo-Malaspina                     |  |  |  |  |  |  |  |  |  |  |  |  |  |  |  |
|  |                                                   |  |  |  |  |  |  |  |  |  |  |  |  |  |  |  |
|  |                                                   |  |  |  |  |  |  |  |  |  |  |  |  |  |  |  |
|  | 29. Teresa Pamphili                               |  |  |  |  |  |  |  |  |  |  |  |  |  |  |  |
|  |                                                   |  |  |  |  |  |  |  |  |  |  |  |  |  |  |  |
|  |                                                   |  |  |  |  |  |  |  |  |  |  |  |  |  |  |  |
|  | 7. María Teresa Cybo-Malaspina                    |  |  |  |  |  |  |  |  |  |  |  |  |  |  |  |
|  |                                                   |  |  |  |  |  |  |  |  |  |  |  |  |  |  |  |
|  |                                                   |  |  |  |  |  |  |  |  |  |  |  |  |  |  |  |
|  | 30. Camilo III Gonzaga                            |  |  |  |  |  |  |  |  |  |  |  |  |  |  |  |
|  |                                                   |  |  |  |  |  |  |  |  |  |  |  |  |  |  |  |
|  |                                                   |  |  |  |  |  |  |  |  |  |  |  |  |  |  |  |
|  | 15. Ricarda Gonzaga de Novellara                  |  |  |  |  |  |  |  |  |  |  |  |  |  |  |  |
|  |                                                   |  |  |  |  |  |  |  |  |  |  |  |  |  |  |  |
|  |                                                   |  |  |  |  |  |  |  |  |  |  |  |  |  |  |  |
|  | 31. Matilda de Este                               |  |  |  |  |  |  |  |  |  |  |  |  |  |  |  |
|  |                                                   |  |  |  |  |  |  |  |  |  |  |  |  |  |  |  |
|  |                                                   |  |  |  |  |  |  |  |  |  |  |  |  |  |  |  |